# Cawston
Cawston is een civil parish in het bestuurlijke gebied Broadland, in het Engelse graafschap Norfolk met 1640 inwoners.